# Моліна-Атерно
Моліна-Атерно (італ. Molina Aterno) — муніципалітет в Італії, у регіоні Абруццо,  провінція Л'Аквіла.
Моліна-Атерно розташована на відстані близько 110 км на схід від Рима, 37 км на південний схід від Л'Акуїли.
Населення — 398 осіб (2014).
Щорічний фестиваль відбувається 6 грудня. Покровитель — святий Миколай.

## Демографія
Населення за роками:

Станом на 1 січня 2023 року в муніципалітеті офіційно проживав 1 іноземець (громадянин Македонії).

## Сусідні муніципалітети
- Аччано
- Кастельвеккьо-Субекуо
- Раяно
- Сан-Бенедетто-ін-Перилліс
- Сечинаро
- Вітторито